# Alfonso Colarossi-Mancini
Alfonso Colarossi-Mancini (Scanno, 12 settembre 1859 – Popoli, 12 gennaio 1927) è stato uno storico italiano.

## Biografia
Alfonso Colarossi-Mancini nacque il 12 settembre 1859 a Scanno da Giuseppe Colarossi, notaio, e Arcangela Mancini; nel paese natio fece i suoi primi studi sotto la guida dei sacerdoti locali, per poi frequentare l'istituto tecnico dell'Aquila, diplomandosi in agrimensura. Nel 1889 sposò Rosina Filomusi Guelfi, di nobile famiglia e sorella del senatore Francesco Filomusi Guelfi di Tocco da Casauria, dalla quale ebbe cinque figli, Ciro, Cesira, che gli premorirono, Ester, Celeste ed Elisa. A seguito di un atto di adozione da parte dello zio materno Ciro Mancini, più volte sindaco di Popoli tra il 1861 e il 1886, assunse il secondo cognome Mancini e si trasferirà poi a Popoli con la famiglia nel palazzo Mancini. Successivamente, costruì un altro palazzo che si fregia ancora dello stemma di famiglia. Durante la seconda guerra mondiale, il palazzo Colarossi-Mancini fu occupato dai tedeschi, che lo preferirono per l'ampio terrazzo dal quale era possibile osservare tutta la valle verso Sulmona e la strada statale 5 Via Tiburtina Valeria. In esso si racchiudeva una ricca biblioteca piena di libri antichi e di rari incunaboli, fondamentali per la sua attività di storico; le scaffalature erano sviluppate su due piani e aperte al centro. Nel rigido inverno del 1943 gli occupanti bruciarono tutti i libri, il suo archivio fotografico (comprendente numerose foto da lui stesso realizzate), le scrivanie (nella biblioteca ve n'erano quattro, tutte in uso per diverse ricerche e affari) e le porte intarsiate.

### La storia di Popoli
Incline a studi metodici, iniziò la paziente ricerca di notizie di storia locale e pubblicò nel 1909, in occasione della gita automobilistica in Abruzzo, Il ponte sull'Aterno varcato da Cesare nell'assedio di Corfinio, e nel 1911 Memorie storiche di Popoli che apparve con una copertina di Basilio Cascella. Quest'ultima opera ebbe una storia piuttosto travagliata. A causa delle discordie tra l'autore ed il suo editore, Nerino Fracasso, solo pochissime copie circolarono, alcune sono conservate presso le biblioteche nazionali e locali, altre tra i discendenti degli amici dell'autore che poterono averne una in dono. Le rimanenti copie, tutte completamente stampate ma non rilegate, rimasero nelle mani dell'editore che le conservò ma mai le distribuì nonostante le molteplici pressioni che subì da parte dei notabili del tempo. Negli anni seguenti e per la restante parte della sua vita il Colarossi-Mancini non smise mai di lavorare a questo testo correggendo ed integrando questa sua poderosa opera così preziosa per la storia popolese e così sfortunata. Nei decenni seguenti altri libri sono stati scritti sulla storia di Popoli da altri autori e per tutti il punto di partenza è stato il Colarossi-Mancini. Solo nel 2007 ha visto la luce la seconda edizione delle Memorie storiche di Popoli, un nuovo volume redatto partendo da un esemplare, scampato incredibilmente dalla distruzione della biblioteca del Colarossi-Mancini, del 1911, glossato a mano dall'autore e gelosamente custodito dai suoi discendenti. Finalmente dopo 96 anni è stato stampato in un numero cospicuo di esemplari e questo testo dalla storia tanto travagliata ha svelato altre piccole curiosità della storia popolese. Cercando di interpretare il desiderio dell'autore, i curatori del volume lo hanno riproposto con la copertina originale studiata da Basilio Cascella sia sul fronte che sul retro e lo hanno arricchito al suo interno di tre fotografie, probabilmente scattate dallo stesso autore che si dilettava anche con l'arte fotografica, ritrovate tra le pagine del suo esemplare del 1911, scampoli di una immensa collezione fotografica andata anch'essa distrutta durante gli eventi bellici.

### La storia di Scanno
Nel 1921 diffuse la Storia di Scanno e Guida della Valle del Sagittario, corposo volume definito "pregevole" da Benedetto Croce, giudizio di cui il Colarossi-Mancini andava fiero; l'opera gli valse l'ammissione tra i soci della Regia deputazione di storia patria. Il volume, scritto a Popoli, fu terminato nel 1920 con sentimenti di amore e nostalgia per Scanno, la cara patria, e per questo volle che i proventi della vendita fossero devoluti all'asilo d'infanzia del suo paese natale. Quest'opera ha avuto una storia più felice di quella del suo precedente libro sulla storia di Popoli, oltre alla diffusione del 1920, è stato in seguito ristampato in altre occasioni, l'ultima è stata nel 2006. Ma il suo attaccamento a Scanno è testimoniato anche dal suo impegno negli anni seguenti, svolto in qualità di membro della commissione aquilana per la conservazione dei monumenti, affinché un importante finanziamento ministeriale fosse destinato al restauro della chiesa di Santa Maria della Valle.

### L'attività di amministratore
Oltre all'attività di storico, svolse un'intensa attività pubblica nelle civiche amministrazioni: fu membro e poi presidente della congregazione di carità, sindaco di Popoli dal 23 novembre 1896 al 22 maggio 1902 e nuovamente, dopo un breve periodo come commissario prefettizio dal 17 giugno 1912 all'11 gennaio 1913, dall'11 gennaio 1913 al 6 novembre 1913. In seguito fu nominato sovrintendente onorario alle antichità e belle arti e insignito della onorificenza di grande ufficiale dell'Ordine della Corona d'Italia. Durante il suo primo mandato, la città di Popoli viveva un momento di importanti trasformazioni e di sviluppo, nonostante il notevole numero di emigranti. Il corso del fiume Aterno fu spostato e munito di argini nel 1896, il paese fu dotato di una rete di illuminazione elettrica nel 1898 e di nuove fognature e pavimentazioni stradali nel 1901. In qualità di ispettore onorario per i monumenti e gli scavi, s'impegnò perché la Taverna Ducale, divenisse di proprietà dello Stato per accogliere statue, epigrafi e reperti d'interesse archeologico. A sostenerlo in questo difficile progetto, portato a termine nel 1932, cinque anni dopo la sua morte, fu il senatore Francesco Filomusi Guelfi, suo cognato, il quale, rivolgendosi al ministro della pubblica istruzione Luigi Credaro nella tornata del Senato dell'11 giugno 1913, accennò alla proposta di fondazione di un museo comunale a Popoli. Nel 1920 il comune di Popoli promosse il consiglio di amministrazione per l'istituzione della scuola tecnica comunale; Alfonso Colarossi-Mancini e l'editore Nerino Fracasso furono tra i quindici membri promotori della fondazione dell'istituto diretto dal professor Lorenzo Filomusi Guelfi. Alfonso Colarossi-Mancini morì a Popoli il 12 gennaio 1927 e fu sepolto nella tomba di famiglia situata nel cimitero del comune.